# Château de Kerdudo
Le château de Kerdudo est un édifice situé à Guidel, en France.

## Situation
Le château est situé sur le territoire de la commune de Guidel, au lieu-dit Kerdudo, dans le département du Morbihan, en région Bretagne.

## Description
Le château est composé d'un corps de logis principal enduit, de plan allongé, à étage carré, couvert d'une toiture à longs pans et croupe. Il présente une élévation ordonnancée à cinq travées. L'escalier en charpente tournant à retours est rejeté latéralement. À ce corps de logis principal est venu s'ajouter un avant-corps latéral à deux travées couvert d'un toit en pavillon.

## Histoire
Château du XVIIIe et XIXe siècles, il est mentionné comme seigneurie dès 1447. Le château actuel est construit probablement dans la première moitié du XVIIIe siècle. Un avant-corps latéral est ajouté en 1912. A la fin du XIXe siècle, le château s'entoure de bâtiments agricoles qui lui permettent de vivre en partielle autonomie. Les écuries et la croix situées au fond du parc sont datées 1898. Le fournil et la dépendance en retour au nord signalé sur le plan cadastral de 1818 ont disparu.
Il est inscrit à l'inventaire général du patrimoine culturel.